# 乌尔禾镇
乌尔禾镇，是中华人民共和国新疆维吾尔自治区克拉玛依市乌尔禾区下辖的一个乡镇级行政单位。
2014年10月21日，新疆维吾尔自治区人民政府批复同意撤销乌尔禾乡建制，设立乌尔禾镇。

## 行政区划
乌尔禾镇下辖以下地区：
查干草村和哈克村。